# Enniskillen No 3
Enniskillen No 3 est une municipalité rurale située dans le Sud-Est de la Saskatchewan au Canada. Les bureaux de la municipalité rurale sont situés à Oxbow.

## Géographie
Enniskillen No 3 est située dans le Sud-Est de la province de la Saskatchewan dans la SARM Division No. 1 (en) et la Division de recensement no 1 (en). Sa frontière sud est partagée avec l'État des États-Unis du Dakota du Nord.

## Démographie
| 2001 | 2006 | 2011 | 2016 |
| ---- | ---- | ---- | ---- |
| 478  | 430  | 452  | 459  |